# Perlisca
Perlisca aufuga es la única especie del género monotípico de insectos plecópteros pertenecientes a la familia Perlidae:  Perlisca,
Es una especie extinta cuyo fósil se ha encontrado en rocas del Jurásico del sur de Siberia y los territorios adyacentes.